# Mashichismo
Esta página contém alguns caracteres especiais e é possível que a impressão não corresponda ao artigo original.
Mashichismo (do hebraico  משיח Māšîªħ, Mashíach, Mashíyach ou hammasiah, "consagrado ,ungido"; a forma asquenazi é Moshiach; a forma aramaica é mesiha)
Entre a seita de Chabad Lubavitch houve um crescente fervor messiânico ("massiânico" - daí o nome mashichista  - para diferenciar do chamado  Judaísmo messiânico, ou meshichista  - Meshichi) nos finais da década de 1980 e princípios da década de 1990, devido à crença que o seu líder, Menachem Mendel Schneerson estaria prestes a revelar-se como o Messias. 
A morte de Schneerson em 1994 abateu um pouco este sentimento, apesar de muitos seguidores de Schneerson ainda acreditarem que ele é o Messias e que irá regressar em devido tempo. Esta doutrina não é compartilhada por alguns costumes do judaísmo.